# Nielidziszki
Nielidziszki (lit. Nelydiškės) – wieś na Litwie, w okręgu wileńskim, w rejonie wileńskim, w gminie Rukojnie, przy drodze magistralnej A3.

## Historia
W dwudziestoleciu międzywojennym leżały w Polsce, w województwie wileńskim, w powiecie wileńsko-trockim, w gminie Szumsk. W 1931 miejscowość liczyła 41 mieszkańców, zamieszkałych w 8 budynkach.
Po II wojnie światowej w granicach Związku Sowieckiego. Od 1991 na niepodległej Litwie.